# Nyikolaj Grigorjevics Rubinstejn
Nyikolaj Grigorjevics Rubinstejn (oroszul: Никола́й Григо́рьевич Рубинште́йн; Moszkva, 1835. június 2. – Párizs, 1881. március 23.) orosz zeneszerző, Anton Grigorjevics Rubinstejn fivére.
Moszkvában született. Kiváló zongoraművészként ismerték kortársai, de ő maga is szerzett darabokat. 1866-ban megalapította a Moszkvai  Konzervatóriumot, amelynek egyben az igazgatója is lett. Alig 46 évesen korában hunyt el. (Bátyja jóval túlélte őt.)